# سباستيان مارتيلي
سباستيان مارتيلي (بالإسبانية: Sebastián Martelli)‏ هو لاعب كرة قدم أرجنتيني في مركز الوسط، ولد في 13 مارس 1996 في كاسيروس في الأرجنتين. لعب مع Club Atlético Temperley ‏.

## وصلات خارجية
- سباستيان مارتيلي على موقع قاعدة بيانات كرة القدم.إي يو (الإنجليزية)
- سباستيان مارتيلي على موقع Soccerway.com (الإنجليزية)
- سباستيان مارتيلي على موقع AS.com (الإسبانية)